# Johann Philipp Orth (Jurist)

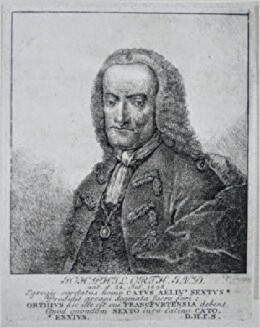
Johann Philipp Orth, 1774, Radierung von Johann Andreas Benjamin Nothnagel (1729–1804)

Johann Philipp Orth (* 25. Juli 1698 in Frankfurt am Main; † 8. April 1783 ebenda) war ein deutscher Jurist und Historiker der Reichsstadt Frankfurt am Main.

## Leben und Werk
Orth entstammte dem jüngeren Zweig einer in Frankfurt und Heilbronn ansässigen Patrizierfamilie, die der Gesellschaft Zum Frauenstein angehörte und 1665 von Kaiser Leopold geadelt worden war. Sein Vater war der Jurist Johann Peter Orth (1663–1735), seine Mutter Sarah geb. Mayer. Sein Bruder Hieronymus Wilhelm Orth (* 7. Mai 1700 in Frankfurt am Main; † 22. September 1779 ebenda) wurde ebenfalls Advokat in Frankfurt.
Er studierte Rechtswissenschaften in Marburg und Halle, wo er 1720 promoviert wurde. 1721 ließ er sich als Advokat in Frankfurt nieder. 1731 veröffentlichte er einen Kommentar zur Frankfurter Reformation unter dem Titel  Nöthig und nützlich erachtete Anmerkungen über die sogenannte erneuerte Reformation der Stadt Frankfurt am Main. Ihm folgte 1742 bis 1754 ein vierbändiges historisches Werk zu den Frankfurter Messen unter dem Titel Ausführliche Abhandlung von den berühmten Reichsmessen, so in der Reichsstadt Frankfurt am Main jährlich gehalten werden. Sie gelten als wichtige kulturhistorische Quelle über Rechtsverhältnisse, Finanzwesen und Warenhandel während der Frankfurter Messen.
Johann Philipp Orth bekleidete in der Frankfurter Patriziergesellschaft der Frauensteiner auch das Amt des Jüngeren Burggrafen, also des stellvertretenden Vorstehers.
1722 heiratete er Maria Margaretha (1695–1725), Tochter seines Onkels Johann Philipp Orth, verwitwete Barckhaus. Sie starb kurz nach der letzten Entbindung. Mit ihr hatte er drei Töchter, deren älteste Sara den Frankfurter Patrizier Johann Daniel von Olenschlager heiratete. Die Tochter Susanna (1725–1797) heiratete den Frankfurter Advokaten Benjamin von Schneider (1731–1777). Durch ihre Tochter Susanna wurden sie zu den Großeltern der Brüder Friedrich Philipp Wilhelm von Malapert-Neufville und Adolph von Malapert-Neufville.
Aus seiner 1728 geschlossenen Ehe mit Anne Marie Sonderhausen (1702–1731) stammten zwei Söhne, die als Kleinkinder starben. Anne Marie Orth geb. Sonderhausen starb kurz nach der Geburt des zweiten Sohnes. 
Gemeinsam mit seiner 1733 geheirateten dritten Frau Susanna Elisabeth geb. Huth († 1778) stiftete Orth 1768 ein Waisenhaus. Nach ihm ist die Orthstraße in Frankfurt-Bornheim benannt. Da auch der aus dritter Ehe stammende Sohn jung starb, starb 1783 mit Johann Philipp Orth auch der letzte männliche Nachkomme der Frankfurter Linie seines Geschlechts.